# Red Corral (Kalifornija)
Red Corral je naseljeno područje za statističke svrhe u američkoj saveznoj državi Kalifornija. Prema popisu stanovništva iz 2010. u njemu je živjelo 1.413 stanovnika.